# Donna Leon – Tierische Profite
Tierische Profite ist ein deutscher Fernsehfilm von Sigi Rothemund aus dem Jahr 2015. Es handelt sich um den 21. Filmbeitrag der Donna-Leon-Filmreihe. Als Vorlage diente der gleichnamige Roman Leons, der 2012 erschien.

## Handlung
Commissario Brunetti muss die Ordensverleihungsfeier des Vice-Questore verlassen, da eine in einem Kanal schwimmende Leiche gefunden wurde. Es handelt sich um Andrea Nava, einen engagierten Tierarzt und Tierschützer, der seltsamerweise in einer Schlachterei arbeitete. Vor Ort in der Schlachterei erfahren Brunetti und Vianello, dass es kürzlich einen Einbruch gab, bei dem Francesco Botta, ein junger Anhänger der Tierschutzorganisation Angelo Animale, ein Video drehte.
Die Ermittlungen werden dadurch erschwert, dass sich der Vice-Questore gut mit Maurizio de Rivera, dem Besitzer des Schlachthofs, versteht und Brunettis Tochter Chiara ebenfalls Aktivistin bei Angelo Animale ist. Riveras Schwiegersohn Lino Papetti leitet das Schlachthaus. Als Francesco Botta während der Taufe von de Riveras Enkelin brutal verprügelt wird und die Räumlichkeiten des Verbandes verwüstet werden, setzt Brunetti alle Hebel in Bewegung, um herauszufinden, was auf dem Video zu sehen ist. Das Handy wurde lediglich gestohlen und kann im Haus von de Riveras Schwiegersohn sichergestellt werden.
Brunetti entdeckt schließlich, dass im Schlachthof auch Rinder verarbeitet wurden, die aufgrund von Navas Diagnose eigentlich zu krank waren, um geschlachtet werden zu dürfen. Nava wusste das nicht, aber als er seinen Chef damit konfrontierte, muss der Streit aus dem Ruder gelaufen sein und Papetti zugestochen haben. Dies ergeben die Ermittlungen, als Papettis Mitarbeiterin Giulia Borelli auftaucht und den Mord auf sich nimmt. Auch wenn ihnen klar ist, dass sie sich für Papetti, mit dem sie eine Affäre hat, opfert, können Brunetti und Vianello nicht beweisen, dass sie es nicht war. Dafür werden –  als Lichtblick für Angelo Animale – sämtliche Schlachthöfe de Riveras geschlossen.

## Produktionsnotizen
Tierische Profite wurde in Venedig gedreht und am 23. April 2015 um 20:15 Uhr auf Das Erste erstausgestrahlt.
Donna Leon – Tierische Profite wurde neben Donna Leon – Das goldene Ei auf DVD veröffentlicht.

## Kritik
Die Kritiker der Fernsehzeitschrift TV Spielfilm vergaben eine mittlere Wertung (Daumen zur Seite) und schrieben: „Ritterlich, der Brunetti, schont auch den Puls“.